# Ternate (Filipinas)
Ternate é um município de  quarta classe de renda municipal (d) na província Cavite, nas Filipinas. De acordo com o censo de 1 de maio  de  2020 possui uma população de 24 653 pessoas e 6 344 domicílios.

## Bairros
Ternate é dividida em 10 bairros:
- Poblacion I (Barangay I)
- Poblacion II (Barangay II)
- Bucana
- Poblacion III (Barangay III)
- San Jose
- San Juan I
- Sapang I
- Poblacion I A
- San Juan II
- Sapang II